# Peter Bellinger Brodie
Peter Bellinger Brodie (1815 - 1er novembre 1897) est un géologue et homme d'église anglais.

## Biographie
Fils de Peter Bellinger Brodie et neveu de Benjamin Collins Brodie, il est né à Londres en 1815. Alors qu'il réside avec son père à Lincoln's Inn Fields, il acquiert une certaine connaissance de l'histoire naturelle et un intérêt pour les fossiles lors de visites au musée du Collège royal de chirurgie, à une époque où William Clift (en) est conservateur. Grâce à l'influence de Clift, il est élu membre de la Société géologique de Londres au début de 1834.
Étudiant à Emmanuel College, Cambridge, Brodie, sous l'influence d'Adam Sedgwick, consacre son temps à la géologie. Entré dans l'église en 1838, il est vicaire à Wylye dans le Wiltshire, et pendant une courte période à Steeple Claydon dans le Buckinghamshire, devenant plus tard recteur de Down Hatherley dans le Gloucestershire, et enfin (1855) vicaire de Rowington dans  le Warwickshire, et doyen rural. Il publie des enregistrements d'observations géologiques dans tous ces districts.
À Cambridge, Brodie obtient des coquilles fossiles du gisement du Pléistocène à Barnwell, Northamptonshire  dans le val de Wardour, il découvre à Purbeck Beds l'isopode nommé par Henri Milne Edwards  Archaeoniscus Brodiei ; dans le Buckinghamshire, il décrit les valeurs aberrantes de Purbeck et Portland Beds ; et dans la vallée de Gloucester, les lias et les oolites réclament son attention. Les insectes fossiles, cependant, font l'objet de ses études spéciales (Histoire des insectes fossiles des roches secondaires d'Angleterre, 1845), et nombre de ses articles publiés les concernent. À l'heure actuelle, la meilleure exposition de ses lits Purbeck pour la collecte d'insectes fossiles se trouve à Teffont Evias Quarry / Lane Cutting .
Brodie est un membre actif du Cotteswold Naturalist's Club et de la Warwickshire Natural History and Archaeological Society, et en 1854, il est le fondateur en chef du Warwickshire Naturalists' and Archaeologists' Field Club. En 1887, la médaille Murchison lui est décernée par la Société géologique de Londres. Il meurt à Rowington Warwickshire le 1er novembre 1897.